# 狂野飙车6：火线追击
《狂野飙车6：火线追击》（英文名：Asphalt 6: Adrenaline）是一款iOS、Android平台上的赛车竞速游戏。 它于2010年12月在iOS平台首发，随后在2011年初发布了Android版本。开发商Gameloft随后又在任天堂3DS平台发布了该游戏，名称为“狂野飙车3D”（Asphalt 3D），但是游戏内容与《狂野飙车6：火线追击》不相同。《狂野飙车6：火线追击》包含了《狂野飙车5》的12个比赛城市，还附加了其他的一些新的比赛城市和地图。

## 游戏性
本代狂野飙车增加了全新的超高速“火线模式”。超高速只有当赛车的氮气全满的时候才会被激活。该特性可以在狂野飙车6的所有比赛中使用，包括漂移赛、时间赛和其他的例如普通赛、竞速赛等。
游戏开始时，玩家将从Mini Cooper/Audi/Nissan中选择一辆赛车作为自己的初始赛车，玩家可以在游戏中的比赛城市游戏，并可以获得奖金来购买新车，升级自己的旧车。
游戏需要通过重力感应器来控制赛车。

## 扩展阅读
1. ↑  http://store.ovi.com/content/151325
2. ↑  http://www.allaboutsymbian.com/news/item/13118_Asphalt_6_HD_and_Dungeon_Hunte.php